# Johannes Müller Argoviensis
Johannes Müller Argoviensis fue el seudónimo usado por el botánico, micólogo, algólogo, briólogo suizo Johann Müller (9 de mayo de 1828, Teufenthal, Argovia - 28 de enero de 1896, Ginebra).
Fue monografista de las familias botánicas de las Resedaceae, Apocynaceae, Euphorbiaceae en el Prodromus de A. P. de Candolle; y en Flora Brasiliensis de Martius. Fue también una autoridad en líquenes.

## Honores

### Epónimos
Género
- (Cucurbitaceae) Muellerargia Cogn.[1]

Especies
- (Ranunculaceae) Ranunculus argoviensis W.Koch[2]
- (Rubiaceae) Psychotria argoviensis Steyerm.[3]
- (Typhaceae) Typha argoviensis Hausskn. ex Asch. & Graebn.[4]